# Jordi Ribó
Jordi Ribó (* 5. Mai 1967 in La Seu d’Urgell) ist ein ehemaliger spanischer Skilangläufer.

## Werdegang
Ribó nahm an vier Olympischen Winterspielen (1988, 1992, 1994 und 1998) teil. Seine besten Platzierungen dabei waren der 29. Platz über 30 km Freistil im Jahr 1994 in Lillehammer und der 14. Rang mit der Staffel im Jahr 1992 in Albertville. Mit dem 29. Platz holte er zugleich seine ersten Weltcuppunkte und errang zum Ende der Saison 1993/94 den 79. Platz im Gesamtweltcup. Zudem nahm er an  sechs nordischen Skiweltmeisterschaften (1987, 1989, 1993, 1995, 1997 und 1999) teil. Seine besten Ergebnisse dabei waren der 24. Platz über 50 km klassisch im Jahr 1999 in Ramsau am Dachstein und der 16. Rang mit der Staffel im Jahr 1989 in Lahti. Dieser 24. Platz war zugleich seine beste Einzelplatzierung im Weltcup und erreichte damit zum Ende der Saison 1998/99 den 78. Platz im Gesamtweltcup sein bestes Gesamtergebnis. Im Continental-Cup holte er zwei Siege.

## Teilnahmen an Weltmeisterschaften und Olympischen Winterspielen

### Olympische Winterspiele
- 1988 Calgary: 53. Platz 50 km Freistil, 61. Platz 15 km klassisch
- 1992 Albertville: 14. Platz Staffel, 38. Platz 50 km Freistil, 46. Platz 30 km klassisch, 61. Platz 15 km Verfolgung, 68. Platz 10 km klassisch
- 1994 Lillehammer: 29. Platz 30 km Freistil, 34. Platz 50 km klassisch, 47. Platz 15 km Verfolgung, 57. Platz 10 km klassisch
- 1998 Nagano: 19. Platz Staffel, 25. Platz 50 km Freistil, 54. Platz 10 km klassisch, 54. Platz 15 km Verfolgung

### Nordische Skiweltmeisterschaften
- 1987 Oberstdorf: 45. Platz 15 km klassisch, 47. Platz 30 km klassisch
- 1989 Lahti: 16. Platz Staffel, 58. Platz 15 km klassisch, 61. Platz 15 km Freistil
- 1993 Falun: 44. Platz 50 km Freistil, 69. Platz 15 km Verfolgung, 82. Platz 10 km klassisch
- 1995 Thunder Bay: 37. Platz 50 km Freistil, 42. Platz 30 km klassisch, 74. Platz 10 km klassisch
- 1997 Trondheim: 30. Platz 15 km Verfolgung, 42. Platz 10 km klassisch, 44. Platz 30 km Freistil
- 1999 Ramsau am Dachstein: 24. Platz 50 km klassisch, 33. Platz 15 km Verfolgung, 34. Platz 30 km Freistil, 53. Platz 10 km klassisch

## Siege bei Continental-Cup-Rennen
| Nr. | Datum           | Ort       | Disziplin      | Serie           |
| --- | --------------- | --------- | -------------- | --------------- |
| 1.  | 12. Januar 1997 | Cauterets | 15 km Freistil | Continental-Cup |
| 2.  | 10. Januar 1999 | Chamonix  | 15 km Freistil | Continental-Cup |